# Ngôn ngữ thế giới
Một ngôn ngữ thế giới là một ngôn ngữ được nói quốc tế và được học và nói bởi nhiều người như một ngôn ngữ thứ hai. Một ngôn ngữ thế giới được đặc trưng không chỉ bởi tổng số người nói (người bản ngữ và người nói ngôn ngữ thứ hai) mà còn bởi sự phân phối địa lý và việc sử dụng nó trong các tổ chức quốc tế và quan hệ ngoại giao.
Ngôn ngữ thế giới được nói rộng rãi nhất (và có khả năng lan truyền nhanh nhất) hiện nay là tiếng Anh, với hơn 1,1 tỷ người dùng như ngôn ngữ bản địa và ngôn ngữ thứ hai trên toàn thế giới. Trên cơ sở tương tự, tiếng Pháp và tiếng Tây Ban Nha cũng thường được phân loại là ngôn ngữ thế giới. Các ngôn ngữ thế giới khác có thể bao gồm tiếng Ả Rập, tiếng Trung Quốc, tiếng Nga và tiếng Bồ Đào Nha.
Trong lịch sử, tiếng Ai Cập, tiếng Hy Lạp cổ đại, tiếng Latin, tiếng Trung Quốc cổ điển, tiếng Ba Tư, tiếng Phạn và tiếng Ả Rập cổ điển cũng có chức năng như ngôn ngữ thế giới do các vị thế trước đây của các ngôn ngữ này là lingua franca trên các khu vực rộng lớn trên thế giới.